# Ausschalzeit
Die Ausschalzeit (auch Ziehzeit genannt) ist ein Begriff der in der Gießereitechnik bei kalthärtenden Formstoffen verwendet wird.
Die Ausschalzeit ist ein Zeitbegriff in Abhängigkeit von der Durchhärtungsgeschwindigkeit in einem geschlossenen Form- oder Kernkasten. Die Zeit ist abhängig vom Harz- beziehungsweise Härtergemisch und liegt in der Regel zwischen 10 Minuten und mehreren Stunden, die ein Kern im Kernkasten verbleibt, bis er ausgeschalt werden kann. Die Ausschalzeit ist beendet, wenn das Formteil der Form entnommen und allseitig der normalen Raumluft ausgesetzt werden kann. Zu diesem Zeitpunkt muss die Vernetzung so weit fortgeschritten sein, damit keinerlei Verformung mehr erfolgen kann.
Die Zeitbegriffe in der Reihenfolge des Arbeitsablauf für kalthärtende Gießereiformstoffe sind wie folgt:
1. Mischzeit
2. Verarbeitungszeit
3. Verarbeitbarkeitszeit
4. Ausschalzeit
5. Härtezeit
6. Lagerzeit

## Quelle
- Stephan Hasse (Hrsg.), Ernst Brunhuber (Begründer): Giesserei Lexikon. 18. Auflage. Fachverlag Schiele & Schön, Berlin 2001, ISBN 3-7949-0655-1.
- RWTH Aachen Formverfahren PDF-Datei (1,67 MB)